# 퀴어영화 나비: 어른들의 일
"퀴어영화 나비 : 어른들의 일"는 한국에서 제작된 백인규 감독의 2015년 드라마 영화이다. 유승원 등이 주연으로 출연하였고 백인규 등이 제작에 참여하였다.

## 출연

### 주연
- 유승원
- 유동현
- 임영덕
- 주하성
- 남승우
- 문광무